# Lega Nazionale A 1952-1953 (hockey su ghiaccio)
La stagione 1952-1953 del campionato svizzero di hockey su ghiaccio ha visto campione l'EHC Arosa.

## Classifica Finale
|   | Classifica      | G  | V  | N | P  | GF | GS | Dif | Pt |
| - | --------------- | -- | -- | - | -- | -- | -- | --- | -- |
| 1 | Arosa           | 14 | 14 | 0 | 0  | 98 | 39 | +59 | 28 |
| 2 | Young Sprinters | 14 | 10 | 0 | 4  | 69 | 43 | +26 | 20 |
| 3 | GCK Lions       | 14 | 7  | 1 | 6  | 58 | 54 | +4  | 15 |
| 4 | ZSC Lions       | 14 | 6  | 0 | 8  | 78 | 71 | +6  | 12 |
| 5 | Davos           | 14 | 5  | 1 | 8  | 71 | 76 | -5  | 11 |
| 6 | Berna           | 14 | 5  | 1 | 8  | 43 | 57 | -14 | 11 |
| 7 | Losanna         | 14 | 3  | 2 | 9  | 40 | 85 | -45 | 8  |
| 8 | Basilea Sharks  | 14 | 3  | 1 | 10 | 37 | 69 | -32 | 7  |

LEGENDA:

G=Giocate, V=Vinte, N=Pareggiate, P=Perse, GF=Gol Fatti, GS=Gol Subiti, Dif=Differenza Reti, Pt=Punti

## Spareggio (LNA-LNB)
L'HC Ambrì-Piotta sconfigge l'EHC Basel 7-3 e viene promosso in prima divisione.